# Tokyo Babylon
Tokyo Babylon (東京BABYLON Tokyo Babiron?), también conocido como Tokyo Babylon: A Save For Tokyo City Story, es una serie de manga creada por CLAMP, con guion de Nanase Ohkawa e ilustraciones de Mokona. La serie sigue la historia de Subaru Sumeragi, el líder de una poderosa familia de onmyōjis, y su hermana gemela Hokuto, mientras trabajan para proteger a Tokio de una miríada de situaciones sobrenaturales. Fue publicado por Shinshokan en Japón desde 1990 a 1994, resultando en un total de siete tankōbon o tomos recopilatorios. La versión en español fue primero lanzada por Planeta de Agostini Cómics y actualmente pertenece a Norma Editorial.
Entre 1992 y 1994 Tokyo Babylon fue adaptado a un anime por Madhouse, compuesto por 2 OVAs con historias autoconclusivas independientes. Los OVAs han sido licenciados por Manga Films en formato VHS en España. PDS también produjo una película de acción real Tokyo Babylon 1999, estrenada el 21 de agosto de 1993, cuya línea argumental se ubica después de la conclusión del manga.
La serie ha sido recibida positivamente por la crítica debido a su eficaz reformulación de las temáticas paranormales y el ocultismo, a través de la inclusión de problemáticas sociales en la trama . Tokyo Babylon también es reconocido por su final inesperado. Las consecuencias de ese desenlace son exploradas como trama secundaria en una de las obras posteriores de CLAMP, el manga X, lo cual inaugura la práctica del crossover como uno de los rasgos característicos de las autoras.
El 25 de octubre de 2020 a las 15:00 UTC (26 de octubre de 2020 a la medianoche, hora estándar de Japón), se lanzó un avance para una nueva adaptación de anime de Tokyo Babylon. La nueva serie, titulada Tokyo Babylon 2021, será producida por GoHands y se estrenará en 2021. Sin embargo, la producción del anime se canceló debido a acusaciones de plagio.

## Argumento
Subaru Sumeragi es un joven de 16 años que tras la muerte de sus padres se convirtió en el decimotercer líder de la más importante familia de onmyōjis en Japón, los Sumeragi, quienes sirvieron al Emperador por siglos. Como tal, Subaru es llamado por el gobierno para resolver casos relacionados con lo sobrenatural, o bien se encuentra con personas en dificultades a las que se ve obligado a ayudar con sus poderes debido a su naturaleza generosa. Subaru vive en Tokio con su hermana gemela Hokuto, una chica cuya extroversión y excentricidad contrastan con el carácter tímido de su hermano, y ambos tienen por vecino y amigo a Seishirō Sakurazuka, un amable veterinario de 25 años quien dice estar enamorado de Subaru. La posible filiación de Seishirō con el clan rival de los Sakurazuka, quienes utilizan las técnicas del Onmyōdō para matar, es uno de los principales nudos argumentales que emergen a lo largo de los capítulos.

## Personajes

### Principales
Subaru Sumeragi (皇 昴流 Sumeragi Subaru?)
Voz por: Kappei Yamaguchi / Shouta Aoi (Tokyo Babylon 2021)
Líder del clan Sumeragi tras la muerte de sus padres, Subaru es un joven onmyōji a cargo de exorcizar demonios, ayudar a los espíritus a alcanzar la otra vida y combatir a aquellos que abusan de los poderes espirituales. Desde pequeño su abuela lo ha sometido a un estricto entrenamiento y se ha convertido en el médium más poderoso de todas las generaciones de su familia, encargada de proteger al Japón espiritualmente desde tiempos inmemoriales. Sin embargo, Subaru posee una sensibilidad especial para comprender los sentimientos de los demás, algo que lo lleva a implicarse demasiado con los casos que debe resolver y con frecuencia a ponerse a sí mismo en peligro. Es un joven más bien tímido y apocado, le encantan los animales y sueña con ser el cuidador de un zoológico. Vive solo en la ciudad de Tokio en un apartamento y, en el piso de al lado, vive su hermana gemela, Hokuto.
Hokuto Sumeragi (皇 北都 Sumeragi Hokuto?)
Voz por: Miki Itō / Nana Mizuki (Tokyo Babylon 2021)
Es la hermana gemela de Subaru y, al ser una Sumeragi, también domina algunas de las técnicas de los onmyōji, aunque no todas. Vive en el mismo edificio que su hermano y se preocupa por él constantemente. Quiere llegar a ser una gran cocinera, razón por la que disfruta preparando platos para su hermano. Además, tiene un gusto muy refinado por la moda y escoge mucha de la ropa que lleva Subaru. Es alguien con una forma de pensar muy propia, fuera de lo común, y posee un carácter fuerte, decididamente extrovertido, lo cual contrasta con la timidez de su hermano. Por esta razón, Hokuto muchas veces se encuentra alentando a Subaru para que salga de su aislamiento, especialmente a través de su relación con Seishiro Sakurazuka, su vecino veterinario.
Seishiro Sakurazuka (桜塚  星史郎 Sakurazuka Seishirō?)
Voz por: Takehito Koyasu / Yuichiro Umehara (Tokyo Babylon 2021)
Es un veterinario de 25 años que posee su propia clínica en Shinjuku. Conoció a Subaru cuando este se tropezó en la estación de trenes de Ikebukuro mientras perseguía un shikigami, y desde entonces afirma estar enamorado de él. Amable y sonriente, Seishiro también posee conocimientos de lo oculto y ocasionalmente usa sus poderes, aunque sostiene no estar relacionado con el clan Sakurazuka, reconocidos asesinos que usan las técnicas del Onmyōdō para matar. Mantiene una relación jovial con Hokuto, quien aprueba sus avances románticos con Subaru, y pese a la vergüenza que le provocan sus frecuentes declaraciones, Subaru también lo considera un amigo importante, alguien con quien suele mantener conversaciones sobre los casos que le preocupan. Seishiro usualmente realiza observaciones que sorprenden y consuelan a Subaru, instándolo a no ser tan duro consigo mismo.

### Otros
- Kazue Katou (加藤和枝, Katō Kazue)

Solo aparece en el Volumen 1 del manga. El primer caso con espíritus que se muestra de Subaru en el manga. Ella era una chica que se mudó a Tokio porque quería ser actriz. Consiguió un pequeño rol en una película y hasta se acostó con el director para el papel, pero todo falló cuando la actriz principal renunció. Kazue se suicidó y se le aparece a Subaru como un fantasma. Al final gracias a este y a Seishiro se da cuenta de que la actriz no tenía la culpa. Seishiro descubre que Kazue tiene el nombre real de la cantante Misora Hibari, de la cual él es fan.
- Akie (昭恵, Akie)

Solo aparece en el Volumen 1 del manga. Otro caso que realiza Subaru. Al parecer un joven se enamoró de una chica que después el engañó. La chica se suicidó y solo se aparecía como fantasma en la cama del joven. Subaru la detiene a tiempo pero Hokuto creyó que era un caso estúpido y que todos los hombres son iguales.
- Mitsuki (満月, Mitsuki)

Solo aparece en el Volumen 2 del manga. Era una joven que fue violada por unos pandilleros y huyó de la realidad durmiendo por varios meses cayendo en coma. Aparece en sueños de Subaru como una niña de 9 años, ya que siempre había estado enamorada de él, pero no quería admitirlo y solía decirle que lo odiaba porque el no era normal. Subaru la salva del estado de coma al entrar en el sueño de Mitsuki. Está al final admite enamorarse de Subaru. Este admite sentirse un poco atraído por ella también.